# Getekend, Marc de Bel
Getekend, Marc de Bel is een stripcollectie uitgegeven door Standaard Uitgeverij naar de gelijknamige boeken van Marc de Bel. Er verschenen vijf albums van 2004 tot 2006. De verhalen werden geschreven door Ivan Adriaenssens met tekeningen van Steven Dhondt. Datzelfde duo maakte nog twee stripreeksen naar de boeken van De Bel: Pit en Puf en De Kriegels.

## Albums
Alle albums zijn geschreven door Ivan Adriaenssens, getekend door Steven Dhondt en uitgegeven door Standaard. 
1. De zusjes Kriegel (19 maart 2004)
2. Het ei van oom Trotter (16 november 2004)
3. De formule van tante Kriegel (20 april 2005)
4. Blinker en de bakfietsbioscoop (15 november 2005)
5. Operatie Kriegel (12 april 2006)

Er werd nog een zesde album De kracht van Ajajatsoe aangekondigd op de achtercover van Operatie Kriegel, maar dat is nooit verschenen.